# Avril Lavigne (álbum)
Avril Lavigne es el primer álbum homónimo y quinto álbum de estudio de la cantante canadiense Avril Lavigne, lanzado el 1 de noviembre de 2013. El álbum es una continuación a su álbum del 2011 Goodbye Lullaby. Lavigne ha colaborado con numerosos productores incluidos Martin Johnson de Boys Like Girls, Peter Svensson, David Hodges, Matt Squire y su exesposo Chad Kroeger de Nickelback. En ambos aspectos, musicales y líricos, el álbum representa un alejamiento de su anterior producción, incluyendo un sonido más pop y optimista.

## Antecedentes y desarrollo
Tres meses después del lanzamiento de Goodbye Lullaby, Lavigne anunció que ya había comenzado a trabajar en su quinto álbum de estudio. Explicó que el nuevo álbum sería musicalmente lo opuesto a Goodbye Lullaby; Lavigne declaró que «[Goodbye Lullaby] fue más suave, [pero] el próximo será pop y más divertido de nuevo. Ya tengo una canción que sé que será un sencillo, solo tengo que volver a grabarla».
En julio de 2011, la cantautora reveló los títulos de dos canciones que podrían ser incluidas en su quinto álbum, «Fine» y «Gone», ambos temas fueron originalmente grabados para Goodbye Lullaby, pero finalmente no fueron incluidos en el mismo. A finales del mismo año, Lavigne confirmó que se había cambiado a Epic Records, discográfica actualmente encabezada por L.A. Reid.
En una entrevista en enero de 2012, contó que su próximo álbum «tendrá un pequeño parecido a Let Go» y que «mostrará mucho su voz y tendrá diversas colaboraciones en él». Sobre las influencias musicales, comentó que había «estado escuchando algunas bandas inglesas». El sitio web italiano Giornale di Puglia afirmó que el lanzamiento del álbum será el 5 de noviembre de 2013. Además dio una pre-avancé de posibles sencillos y una lista de créditos.
Durante una entrevista con Ryan Seacrest, en su programa homónimo, la cantante comentó: «en realidad estoy todavía en el estudio, sigo haciendo mi disco. Todavía tengo una canción más a la izquierda para escribir que yo voy a hacer por mi cuenta, porque me encanta hacer eso, es importante para mí».
En mayo la intérprete reveló que planeaba lanzar a «Rock and Roll» como segundo sencillo del álbum. Comentó que estaba terminando de escribirla, y que es tentativa la opción de la participación de una voz femenina También un segundo dúo entre Lavigne y su exesposo Chad Kroeger, fue estrenado durante su boda. Más tarde Digital Spy dijo que el álbum posiblemente sería lanzado en septiembre de 2013.

## Grabación
En noviembre de 2011, Lavigne dijo que ella entró al estudio para comenzar a grabar nuevas canciones para el álbum. En abril de 2012, Lavigne confirmó que había "por fin", terminado el trabajo sobre su quinto álbum y que ella iba a tomar un breve receso antes de soltarlo y emprender "[su] siguiente viaje artístico". El 17 de agosto de 2012, Lavigne comenzó a trabajar en la finalización de su quinto álbum, el de iniciar el proceso de mezcla y se establecen las improvisaciones de último minuto y coros, antes de envolver por completo la producción de dos días después, el 19 de agosto de 2012. Luego volvió al estudio, a pesar de previamente terminando la producción.
Todos los trece temas del disco han sido confirmados, incluyendo el segundo sencillo del álbum, «Rock and Roll», que Lavigne estrenó el 18 de julio de 2013. «Here's To Never Growing Up», que fue coescrito con Chad Kroeger, un dueto con Kroeger llamado «Let Me Go», que es el tercer sencillo, un dueto con Marilyn Manson titulado «Bad Girl», «Seventeen», que se estrenó en un concierto sorpresa en The Viper Room en Los Ángeles, y después se filtró en Youtube. «Hello Kitty», una canción «agresiva» sobre el personaje de ficción japonesa, que Lavigne describe como «una especie de pegajosa, electrónica», «Hush Hush» y «Give You What You Like», que Lavigne señaló que son sus favoritos temas del álbum. Debido a que Lavigne había escrito tantas canciones para su quinto álbum, Lavigne estaba considerando lanzar dos álbumes «Back - To - Back». Sin embargo, el álbum incluye trece pistas. El álbum tuvo una versión target la cual Avril Lavigne previamente les dio a elegir a sus seguidores una de dos posibles portadas para esta versión que solo incluyó una versión acústica de Rock N Roll». Sin embargo durante su tour por Asia se comercializaron dos nuevas versiones, una con la misma portada de la versión target. Esta contenía 2 discos, uno con las 13 canciones estándar y un DVD con los vídeos de los tres primeros sencillos del álbum. En cambio esta segunda versión contenía una rara portada en color naranja, conteniendo los temas estándar, la versión acústica de «Rock and Roll», un cover de «Bad Reputation» de Joan Jett y un cover de «How You Remind Me» de Nickelback, a su misma vez acompañado de un CD promocional del sencillo «Let Me Go».
Durante una entrevista con MTV News dijo «El álbum tendrá un montón de baladas, baladas de piano, arreglos de cuerdas, pero es sobre todo sin terminar». Además Chad Kroeger opinó que la pista «Hello Kitty» era «agresiva» y confirmó que cantará en japonés. La cantante también agregó:

Me encanta Hello Kitty tanto [que] hay una canción en el disco llamada "Hello Kitty". El rosa es mi color preferido [...] Estoy muy emocionada por esta canción. Estoy obsesionada con Hello Kitty y es muy divertido y el sonido es diferente.

También comentó que «la grabación es realmente divertida» y que:

Tenemos estas melodías pop-rock, y luego estas baladas de piano con orquestas. Tengo una canción más pesada que Marilyn Manson llamada 'Bad Girl', y luego tengo una canción llamada "Hello Kitty" que suena como nada de lo que he hecho antes. "Here's to Never Growing Up" es una de las canciones de rock en él [álbum], pero es por todas partes. Básicamente, este disco quería seguir teniendo ese tipo de canciones encontradas en Goodbye Lullaby; emocionales, baladas sentimentales, pero también quería hacer este disco un poco más optimista y sentirse bien [...] Y es también el lugar que estoy en mi vida.

## Promoción

### Sencillos

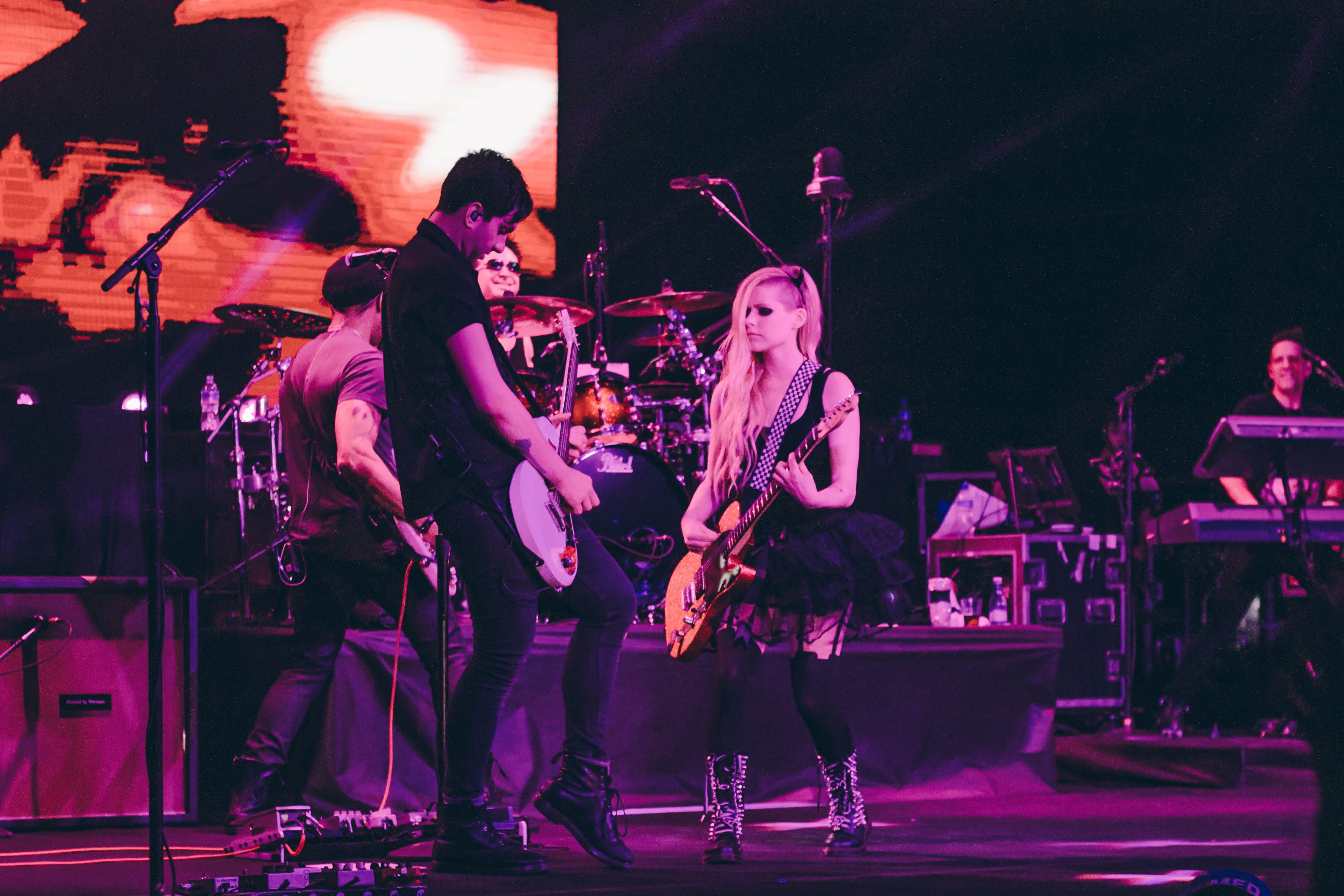
Avril Lavigne en el The Avril Lavigne Tour

El 9 de abril de 2013, «Here's to Never Growing Up», el primer sencillo del disco producido por Martin Johnson, de la banda Boys Like Girls, se estrenó en el programa On Air with Ryan Seacrest, y estuvo disponible en la tienda digital iTunes ese mismo día. La canción recibió comentarios positivos por parte de los críticos, quienes comentaron «¿Quién hubiera adivinado que Avril Lavigne entregaría uno de los coros más increíbles del 2013?». El sencillo alcanzó el # 20 en el Billboard Hot 100 en los EE. UU., así como el Top 20 en Australia y el Reino Unido y el Top 10 en Irlanda y Japón. En los Estados Unidos vendió 299 000 copias en su primera semana, por lo que debutó en el número veintidós de la lista Pop Songs. De igual forma, alcanzó las posiciones número diecisiete, veinticuatro y quince en Canadá, Nueva Zelanda y Australia, respectivamente.
El segundo Rock N Roll sencillo se estrenó en el canal oficial de YouTube de Lavigne, el 18 de julio de 2013 y fue puesto en libertad el 27 de agosto. Después la cantante subió el vídeo con letra a su cuenta de Instagram.
El tercer sencillo es «Let Me Go», un dueto con Chad Kroeger. Se estrenó en la estación de radio KBIG el 7 de octubre de 2013 [23] y fue lanzado en iTunes el 15 de octubre.El vídeo de este fue liberado el 15 de octubre y recopiló más de 2 millones des visitas en menos de 24 horas, con lo cual se ha convertido en el más exitoso de los tres singles liberados hasta el momento. En el video se puede apreciar a Lavigne con un estilo más maduro similar al presentado en Nobody's Home. 
El cuarto sencillo Hello Kitty generó mucha polémica, al ver el cambio radical de Lavigne, sobre sus influencia musicales, se estrenó el vídeo en VEVO el 28 de abril y se ve a la cantante, con un tutu decorado de postres y colores fantasía. El vídeo fue filmado en Japón, causó controversia y fue acusada de Racismo hacia los japoneses, además de burlarse de sus culturas, se le otorgó el deshonor de ser el peor vídeo del 2014, se le atribuye 100 millones de visita en su canal. 
El Quinto y último sencillo Give You What You Like fue anunciado como parte del Soundtrack de la película Babysitters Black Book. Lavigne, lo anunció por su cuenta de Twitter adjuntando: «Ok, les prometí una sorpresa, #GiveYouWhatYouLike aparecerá en la película #BabysittersBlackBook en @lifetimetv el 21 de febrero», en solo unos instantes le permitió a Lavigne, que fuese tendencia N.º 1 Global, y en Billboard Top 130, además adelantó un treaser de 20 segundos, en la que se ve escenas de la película y ella acostada en el suelo, con velas prendidas, y hacia atrás su hermano, Matt Lavigne, tocando la guitarra. En la versión completa se pueden ver partes de la película y Avril sentada en el suelo, rodeada de velas y cantando la canción sin apenas maquillaje, mientras que su hermano toca la guitarra al fondo.

### Otros medios
Lavigne comenzó a promocionar el disco el 9 de mayo de 2013, cantando «Here's to Never Growing Up» en vivo por primera vez en el programa nocturno The Tonight Show with Jay Leno, y cuatro días antes en Dancing with the Stars. También presentó el mismo tema en el festival anual Wango Tango organizado por KIIS-FM en Los Ángeles. Simultáneamente el 17 de ese mismo mes asistió a The Today Show e interpretó el sencillo. Durante el fin de semana del 14 de junio lo presentó en Live! with Kelly and Michael, The Voice UK y los MuchMusic Video Awards de 2013.

## Lista de canciones
| N.º   | Título                          | Escritor(es)                                                                             | Productor(es)                                               | Duración |  |
| 1.    | «Rock N Roll»                   | Avril Lavigne, Chad Kroeger, David Hodges, Peter Svensson, Richard B. Göransson, J. Kash | Svensson, Göransson, Johnson, Kyle Moorman, Brandon Paddock | 3:27     |  |
| 2.    | «Here's to Never Growing Up»    | Lavigne, Kroeger, Hodges, Kash, Martin Johnson                                           | Johnson, Moorman, Paddock                                   | 3:34     |  |
| 3.    | «17»                            | Lavigne, Kash, Johnson                                                                   | Johnson, Moorman, Paddock                                   | 3:25     |  |
| 4.    | «Bitchin' Summer»               | Lavigne, Kroeger, Hodges, Kash, Matt Squire                                              | Kroeger, Squire                                             | 3:31     |  |
| 5.    | «Let Me Go» (con Chad Kroeger)  | Lavigne, Kroeger, Hodges                                                                 | Kroeger, Hodges                                             | 4:28     |  |
| 6.    | «Give You What You Like»        | Lavigne, Kroeger, Hodges                                                                 | Kroeger, Hodges                                             | 3:45     |  |
| 7.    | «Bad Girl» (con Marilyn Manson) | Lavigne, Kroeger, Hodges                                                                 | Kroeger, Hodges                                             | 2:55     |  |
| 8.    | «Hello Kitty»                   | Lavigne, Kroeger, Hodges, Johnson                                                        | Johnson, Moorman, Paddock, Kroeger, Hodges                  | 3:16     |  |
| 9.    | «You Ain't Seen Nothin' Yet»    | Lavigne                                                                                  | Koreger, Chris Baseford                                     | 3:13     |  |
| 10.   | «Sippin' On Sunshine»           | Lavigne, Kroeger, Hodges, Johnson                                                        | Johnson, Moorman, Paddock                                   | 3:29     |  |
| 11.   | «Hello Heartache»               | Lavigne, David Hodges                                                                    | Hodges                                                      | 3:49     |  |
| 12.   | «Falling Fast»                  | Lavigne                                                                                  | Hodges                                                      | 3:14     |  |
| 13.   | «Hush Hush»                     | Lavigne, David Hodges                                                                    | Hodges                                                      | 3:59     |  |
| 45:59 |                                 |                                                                                          |                                                             |          |  |

| Canciones descartadas |                             |              |          |  |
| N.º                   | Título                      | Escritor(es) | Duración |  |
| 1.                    | «How You Remind Me» (Cover) | Kroeger      | 4:06     |  |

| Target Bonus Tracks |                          |                                                     |          |  |
| N.º                 | Título                   | Escritor(es)                                        | Duración |  |
| 14.                 | «Rock N Roll» (Acoustic) | Lavigne, Svensson, Goransson, Kash, Kroeger, Hodges | 3:24     |  |

| Bonus tracks para Japón / Taiwán |                          |          |  |
| N.º                              | Título                   | Duración |  |
| 14.                              | «Rock N Roll» (Acoustic) | 3:24     |  |

## Posicionamiento en listas
| Alemania          | German Albums Chart      | 15 |
| Argentina         | Ranking Mensual CAPIF    | 10 |
| Australia         | Australian Albums Chart  | 7  |
| Austria           | Austrian Albums Chart    | 9  |
| Bélgica (Flandes) | Ultratop 200 Albums      | 36 |
| Bélgica (Valonia) | Ultratop 200 Albums      | 38 |
| Canadá            | Canadian Albums          | 4  |
| China             | Sino-Chart               | 1  |
| Dinamarca         | Danish Albums Chart      | 31 |
| Escocia           | Scottish Albums Chart    | 16 |
| España            | Spanish Albums Chart     | 1  |
| Estados Unidos    | Billboard 200            | 5  |
| Estados Unidos    | Digital Albums           | 4  |
| Finlandia         | Finnish Albums Chart     | 37 |
| Francia           | French Albums Chart      | 30 |
| Grecia            | IFPI Albums Sales Chart  | 23 |
| Hungría           | Top 40 album- lista      | 31 |
| Irlanda           | Irish Albums Chart       | 20 |
| Italia            | Italian Albums Chart     | 8  |
| Japón             | Japan Albums             | 2  |
| Noruega           | Norwegian Albums Chart   | 19 |
| Nueva Zelanda     | New Zealand Albums Chart | 8  |
| Países Bajos      | Dutch Albums Top 100     | 23 |
| Polonia           | Polish Albums Chart      | 28 |
| Reino Unido       | UK Albums Chart          | 14 |
| República Checa   | Czech Albums Chart       | 15 |
| Suecia            | Swedish Albums Chart     | 39 |
| Suiza             | Swiss Albums Chart       | 8  |
| Taiwán            | Taiwanese Albums Chart   | 1  |
| Venezuela         | Venezuela Albums Chart   | 13 |

## Certificaciones
| Territorio     | Organismo certificador | Certificación | Ventas certificadas | Ref.   |
| -------------- | ---------------------- | ------------- | ------------------- | ------ |
| Brasil         | ABPD                   | Oro           | 40 000              | [ 56 ] |
| Canadá         | CRIA                   | Oro           | 40 000              | [ 57 ] |
| Corea del Sur  | MIAK                   | Oro           | 5 000               | [ 58 ] |
| Estados Unidos | RIAA                   | Oro           | 500 000             | [ 59 ] |
| México         | AMPROFON               | Oro           | 30,000              | [ 60 ] |
| Japón          | RIAJ                   | Oro           | 210 000             | [ 61 ] |
| Reino Unido    | BPI                    | Plata         | 60 000              | [ 62 ] |
| Taiwán         | RIT                    | 3x Platino    | 36 000              | [ 63 ] |